# Fanhunter (joc de rol)
Fanhunter, el juego de rol épicodecadente és un joc de rol d'humor i paròdia dissenyat a Espanya per en Chema Pamundi, desenvolupat per Xavi Garriga i editat per Cels Piñol el 1992. Ambientat en l'univers de ficció que en Cels Piñol ha batejat amb el nom de Fanhunter. La primera edició del joc de rol va ser una autoedició amb 500 exemplars fotocopiats en format fanzine. La segona edició, de novembre de 1993, es va publicar amb enquadernació rústica per l'editorial Farsa's Wagon.

## Univers del joc
L'univers del joc Fanhunter, el juego de rol està ambientat dins l'univers creat per Cels Piñol anomenat Fanhunter i Barnacity, una paròdia de la ciutat de Barcelona en la qual el llibreter Alejo Cuerbo (propietari a la vida real de la llibreria Gigamesh de Barcelona) s'ha tornat boig i substitueix el Papa de Roma. Després d'un cop d'estat al Vaticà, decideix prohibir tota forma de subcultura per imposar la seva passió per l'autor Philip K. Dick, l'obra del qual institueix com a nova religió obligatòria. Els fans d'altres autors de ficció o d'altres classes de fantasia es troben de sobte fora de la llei. I l'autoproclamat Alejo I decideix formar i enviar els fanhunters, els «caçadors de fans», per exterminar-los. Els fans no accepten la dictadura i organitzen una resistència per combatre a Alejo I i als seus fanhunters.

## Jocs derivats
El 1997 Chema Pamundi va decidir publicar Fanhunter Batallitas, el joc de tauler que representava les escaramusses entre la resistència i els fanhunter. Juntament amb una col·lecció de figures de resina aptes per jugar, que continuaven la col·lecció ja publicada per al joc de rol. El 1999 va sortir a la venda la seva primera i única expansió, Fanhunter Batallitas: Suburbia, amb nous escenaris, esquadrons i figures.
Amb l'èxit de Fanhunter, el juego de rol Cels Piñol va ampliar el seu univers amb els jocs de rol Fanpiro: la mariscada (2001), una paròdia del joc Vampire: The Masquerade', i Outfan